# Янтарный (ручей)
Янта́рный — ручей в Таймырском Долгано-Ненецком районе Красноярского края России. Является левым притоком реки Тамулда (приток Большой Росомашьей), и впадает в неё на расстоянии 3,3 км от устья. Длина — 25 км.
Истоки ручья находятся в болотах на южной стороне озера Муруннах.
На своём протяжении принимает множество малых ручьёв-притоков. Янтарный соединён короткими протоками с тремя крупными безымянными озёрами. Берега, в основном, покрыты густым лиственичными лесами (средние показатели: высота деревьев до 11 метров, толщина — 14 см, расстояние между стволами — 4 метра), встречаются и редколесные участки.
Высота над уровнем моря в районе среднего течения составляет 28 метров.
Русло ручья извилистое, с многочисленными озерцами, появившимися благодаря «местечковому» вытаиванию вечной мерзлоты.
Бассейн реки на западе граничит с бассейном Тамулды, на севере с бассейном Джиелях-Юряха, а на востоке с бассейном Малой Росомашьей (озером Гольцовое).

## Топографические карты
- Лист карты R-47-V,VI Новая. Масштаб: 1 : 200 000. Указать дату выпуска/состояния местности.